# Benavente (Spagna)
Benavente è un comune spagnolo di 19 119 abitanti situato nella provincia di Zamora, comunità autonoma di Castiglia e León e capoluogo dell'omonima comarca. È situata in posizione strategica su un colle a 744 metri di altitudine dove convergono le fertili valli dei fiumi Tera, Órbigo ed Esla a 62 km da Zamora, a 63 da Astorga e 70 da León, al limite di due zone diverse sia fisicamente che economicamente: la comarca di Benavente y Los Valles e la pianura della Tierra de Campos. 
Stanziamento di origine celta, si trova nella cosiddetta Ruta de la plata (Via dell'argento), cammino aperto dai Romani e poi utilizzato dai fedeli in pellegrinaggio a Santiago di Compostela. Di grande interesse la chiesa romanica (con aggiunte gotiche) di Santa Maria de Azoague e quella di San Juan del Mercado.
Crocevia di importanti strade di carattere nazionale e regionale e sull'autostrada che unisce Siviglia a Gijón, negli ultimi decenni ha avuto un notevole sviluppo grazie all'agricoltura, ad alcune industrie, al commercio e, soprattutto, all'apertura di nuove vie di comunicazione.

## Storia
La prima presenza umana nella zona risale al Neolitico e i primi popoli stanziali furono Celti, che abitavano una località nei pressi dell'attuale Benavente chiamata Brigicum che fu occupata in seguito dai Romani. I Romani erano soliti istituire lungo le loro grandi strade dei posti di sosta e di assistenza ai viaggiatori dotati anche di una guarnigione militare per assicurarne la sicurezza, a distanza di circa 30 km l'uno dall'altro. Attorno a questi posti col tempo si formarono i villaggi e questa fu proprio l'origine della Brigicum romana che si trovava sulla cosiddetta Via dell'argento costruita dai Romani che, secondo gli storici, non ha alcuna relazione con il metallo perché la parola Plata, che in spagnolo significa argento, sarebbe una deformazione del nome arabo Bal lata con cui i Musulmani indicarono la strada romana. Questa via di comunicazuione allacciava la Costa Cantabrica al golfo di Cadice unendo le comunità di Andalusia, Estremadura, Castiglia, León e Asturie. Dai tempi preistorici ai nostri giorni tutti hanno utilizzato questo naturale percorso che i Romani seguirono costruendo nel periodo dei secoli II e I a.C. una strada selciata di cui si trovano ancora alcuni resti e pietre miliari che univa  Asturica, l'attuale Astorga, a Occellum Daurii, l'attuale Zamora, passando per Brigicum presso il fiume Estula (l'attuale Esla) secondo quanto illustra Antonino Pio nei suoi itinerari delle vie romane.
A Brigicum questa strada incrociava un'altra strada romana che univa Asturica Augusta a Cesarea Augusta (l'attuale Saragozza) e quindi era un nodo stradale e un castrum difensivo importante. Dopo i Romani occuparono queste terre gli Suevi che si spinsero fin qui dalla Galizia e dopo di loro i Visigoti con il re Leovigildo i cui signori s'installarono nei castra romani dove costruirono i loro castelli e si dedicarono all'agricoltura nei cosiddetti "campi gotici", oggi Tierra de Campos.

### Regno di León
Del periodo musulmano si hanno scarse notizie di Benavente, la prima citazione appare in un documento in cui si scrive della battaglia di Polvorosa al tempo della Reconquista nel XII secolo ad opera di Ferdinando II di León, che, vinti gli Arabi, vi si stabilì portandovi la sua corte. 
In quell'epoca s'innalzarono i due maggiori monumenti religiosi: la chiesa di Santa Maria la Mayor e San Juan del Mercado. Nel 1164 il paese ebbe il Fuero cioè lo statuto di Villa con i privilegi e gli obblighi verso la Corona e l'indicazione del territorio di sua giurisdizione. Un altro Fuero si ebbe nel 1167 e più tardi furono autorizzati il mercato settimanale e la fiera annuale. In quegli stessi anni sorse il Barrio judio cioè il quartiere degli ebrei con la Sinagoga. Si sviluppò l'artigianato e nacquero le prime corporazioni artigiane. Nel 1202 il re Alfonso VIII di León tenne le Cortes nel castello. La ruta de la Plata venne utilizzata dai pellegrini di Santiago che venivano dal sud e, seguendo questa via ( oggi segnalata con grandi frecce gialle per chi voglia ripetere il pellegrinaggio), giungevano ad Astorga dove seguivano poi il camino frances. Nel 1230 si tenne nella città il Convenio de Benavente in cui si decise l'unione delle due corone di León e Castiglia nella persona del re Ferdinando III. I re Castigliani negli anni successivi diedere nuovi privilegi a Benavente che nel 1338 fu data come contea al portoghese Juan Alonso Pimentel de Herrera che divenne pertanto il primo conte di Benavente, la cui storia nei secoli successivi coincise con quella dei Pimentel. Agli inizi del XIX secolo la città fu occupata dalle truppe napoleoniche che la depredarono e incendiarono il castello e gran parte dell'abitato. Nella prima metà secolo con la legge di desamortisacion furono espropriati tre conventi maschili che furono abbandonati dai monaci causando una perdita culturale perché i conventi erano sedi di alti studi.
Nel corso del XX secolo vi si sono installate alcune industrie, si è incrementato il commercio, si è modernizzata l'agricoltura, si sono aperte nuove vie di comunicazione, portando nuovo sviluppo cosicché la città si è ingrandita ed è aumentata la sua popolazione.

## Monumenti
La città conserva solo una parte del suo aspetto medievale con scarsi esempi di architettura popolare nella Rua che è la principale via del centro storico dal qual il confine urbano si è esteso in tutte le direzioni. 
I principali monumenti sono: la chiesa di Santa Maria del Azogue di stile romanico-gotico con grande torre iniziata nel XII secolo e ultimata nel XVI, la chiesa di San FJuan del Mercado, dichiarato monumento nazionale, facente parte del Convento degli Ospedalieri di San Giovanni fondato nel 1182 e modificato nei secoli successivi, l'Hospital de la Pietad creato nel XVI secolo per i poveri e i pellegrini. il Castillo fatto costruire da Fernando II di León nel XII secolo. Viene descritto in un documento del XIV secolo come uno dei più belli e nobili della Spagna secondo solo agli Alcazar di Granada e Siviglia. Del castello restano le rovine e un torrione cinquecentesco con torricine d'angolo oggi albergo della catena statale dei Paradores nacionales. Era circondato da tre ordini di mura.

## Dintorni
Inoltrandosi nella valle del Tera s'incontrano a 23 km le imponenti e romantiche rovine, che si rispecchiano nel bacino artificiale sul fiume Esla, del Monasterio de Monteruela fondato nel secolo IX, distrutto dai Musulmani e ricostruito nel 1131 dai Cistercensi.
A 27 km Santa Maria de Tera paese con una bella chiesa romanica del XII secolo.
A 40 km La Bañesa paese moderno sul fiume Orbigo.

## Feste
Oltre alle celebrazioni della Settimana Santa e alle feste patronali comuni a tutte le città della Spagna, sono caratteristiche le Fiestas del Toro Enmaronado dedicate soprattutto a manifestazioni taurine che si svolgono nella prima settimana di giugno. Annunciate solennemente la sera del giorno precedente l'inizio con il pregon (bando) del sindaco dall'alto del balcone della sede municipale, comprendono nel corso della settimana due encierros di tori adulti (corse di tori liberi per la città) e tre di  novillos (torelli), una dimostrazione di destrezza con una corrida di novillos senza uccisione dei torelli, una Gran corrida' con sei tori e tre espadas famosi, un Toro de fuego in cui il toro libero di muoversi per le vie della città viene guidato e sollecitato da razzi striscianti sul suolo i buscapies, un Torito de fuego con un torello riservato ai bambini per i quali ci sono anche in questi giorni lezioni pratiche di comportamento con i tori. Assieme a queste manifestazioni dedicate ai tori ci sono poi gare di tiro al piattello, sfilate di carri addobbati per le vie cittadine, concorso di canto, musica e balli per le strade e Paiellada con vino e dolci in piazza in cui si mangia la paiella e si beve il vino locale.